# 押尾駿吾
押尾 駿吾（おしお しゅんご）は、NHKのアナウンサー。

## 人物
千葉県白井市出身。東京大学大学院新領域創成科学研究科国際協力学専攻修了。2016年入局。初任地の鹿児島局を経て、2019年4月より夕方の地域報道番組である『ギュギュっと和歌山』の開始に伴い、和歌山局へ異動。彼は伊能忠敬の父方の分家筋にあたる。

## 嗜好・挿話
- 元高校球児。大学在学中にはアイルランドに留学した。アナウンサーになっていなかったらなりたかったのは外交官[4]。
- 最初の赴任先の鹿児島放送局では、大河ドラマ「西郷どん」で小松帯刀役で出演した俳優の町田啓太や、桂久武役の井戸田潤（スピードワゴン）に取材したほか、和歌山放送局では、大河ドラマ「いだてん」で前畑秀子役を演じた上白石萌歌に取材を行った[5][6]。
- 2019年度から、2022年度まで、『ギュギュっと和歌山』でキャスターを務めていた。鹿児島では、離島をはじめとするリポーターやイベントでの司会が多く、夕方の番組の進行役を務めるのは本人としては初めての経験となる[7]。
- 趣味は、野球観戦、旅行、一眼レフカメラ。
- 好きな食べ物は和菓子。

## 現在の出演番組
- ニュースウオッチ9（リポーター：2025年4月 - ）[8]
- サタデーウオッチ9（リポーター：2025年4月 - ）[8]
- ニュース645（キャスター：2024年2月12日 - ）

## 過去の出演番組
鹿児島放送局時代（2016年度 - 2018年度）
テレビ
- 鹿児島のニュース・中継・リポート
- ニュース845かごしま
- 情報WAVEかごしま（不定期・柴崎行雄のキャスター代行など）
- おはよう九州沖縄（不定期・佐々木理恵のキャスター代行など）
- 着信御礼!ケータイ大喜利 実況 (2016年10月2日）
- うまいッ! 「甘くてほっこり　そらまめ～鹿児島県指宿市～」リポーター（2017年3月19日、2018年2月18日、2018年2月23日）
- あさイチ 「浅田舞＆真央が旅する奄美の島々」リポーター（2018年6月7日）
- 旬感☆ゴトーチ! 「こだわりの焼酎に酔う港町～鹿児島　いちき串木野～」（2018年11月5日）
- 旬感☆ゴトーチ! 「うまさ香る　かつおの町～鹿児島・枕崎～」（2018年11月6日）

ラジオ
- 民謡をたずねて 鹿児島県徳之島町（1）司会 （2018年7月21日）
- 民謡をたずねて 鹿児島県徳之島町（2）司会　(2018年7月28日）
- 民謡をたずねて 鹿児島県徳之島町（3）司会（2018年8月4日）
- 年越しラジオ深夜便（2018年12月31日 - 2019年1月1日）

和歌山放送局時代（2019年度 - 2022年度）
テレビ
- ギュギュっと和歌山（キャスター:2019年4月1日 - 2023年3月24日）
- わかやま845（不定期）
- うまいッ! 「ヘルシーで美味!ナマズ～和歌山・新宮市～」リポーター（2019年10月28日、11月1日）
- あさイチ 「和歌山・有田でみかんづくし!」リポーター（2020年1月9日）
- ○○推し! 近畿推し! 紀の国スペシャル「#乗り越えよう　和歌山」（2020年6月13日）BS1
- にっぽん　ぐるり 紀の国スペシャル「＃乗り越えよう　和歌山　明日への一歩」（2020年7月10日）BS1
- あさイチ 「シェア旅　いまが旬!和歌山」リポーター（2020年11月5日）
- NHKニュースおはよう日本（キャスター、2021年8月21日、22日）[10]
- うまいッ!「光り輝く姿！上品な味わい！タチウオ～和歌山～」リポーター　(2021年7月19日、7月24日）
- あさイチ 「みんなでシェア旅　和歌山」リポーター（2021年9月16日）

ラジオ
- 大竹しのぶの“スピーカーズコーナー”（2021年4月14日）
- ラジオ深夜便 関西発ラジオ深夜便 「かんさいストーリー　にっぽんの歌・こころの歌」　朗読（2022年11月19日）

東京アナウンス室時代（2023年度 - ）
テレビ
- 首都圏ネットワーク
  - リポーター（2023年4月3日 - 2024年3月）
  - 金曜キャスター（2024年4月5日 - 2025年3月28日）
- 首都圏ニュース845（キャスター:2023年4月10日 - 2024年3月）
- マイあさ!（ニュースリーダー、2023年9月14日 - 15日[11]、2024年1月20日 - 21日[12]）
- NHKニュース7 新宿駅前より中継（2024年2月5日）
- NHKニュースおはよう日本 新宿駅前より中継（2024年2月6日）
- 午後LIVE ニュースーン かけつけLIVE 茨城県牛久大仏より中継（2024年4月9日）[13]
- 午後LIVE ニュースーン かけつけLIVE 神奈川県横浜市開港記念会館より中継（2024年5月7日）[14]
- NHKニュースおはよう日本（リポーター：2024年4月 - 2025年3月25日）

ラジオ
- NHKニュース ※不定期

## 同期のNHKアナウンサー
- 浅野里香
- 江原啓一郎
- 小野文明
- 川﨑理加
- 佐々木芳史
- 澤田拓海
- 佐藤あゆみ（退職→フリーアナウンサー）
- 高栁秀平（退職→博報堂DYメディアパートナーズグループ）
- 竹野大輝
- 中川安奈（退職→ホリプロ）
- 中村慎吾
- 法性亮太
- ホルコムジャック和馬